# Taiwansibia
Taiwansibia (Heterophasia auricularis) är en fågel i familjen fnittertrastar inom ordningen tättingar. Den förekommer endast i bergsskogar på Taiwan. Beståndet anses vara livskraftigt.

## Utseende och läte
Taiwansibian är en elegant, långstjärt fnittertrast med en kroppslängd på 22–24 cm. Huvudet är svart med ett iögonfallande vitt streck genom ögat som avslutas i en fjäderplym. Den är vidare blåsvart på vingar och stjärt, med ett tydöigt vitt vingband. På övre delen av ryggen och bröstet är den mörkgrå, medan den är rost- eller kastanjebrun på övergump och buk. Näbben är svart och benen skärbruna.

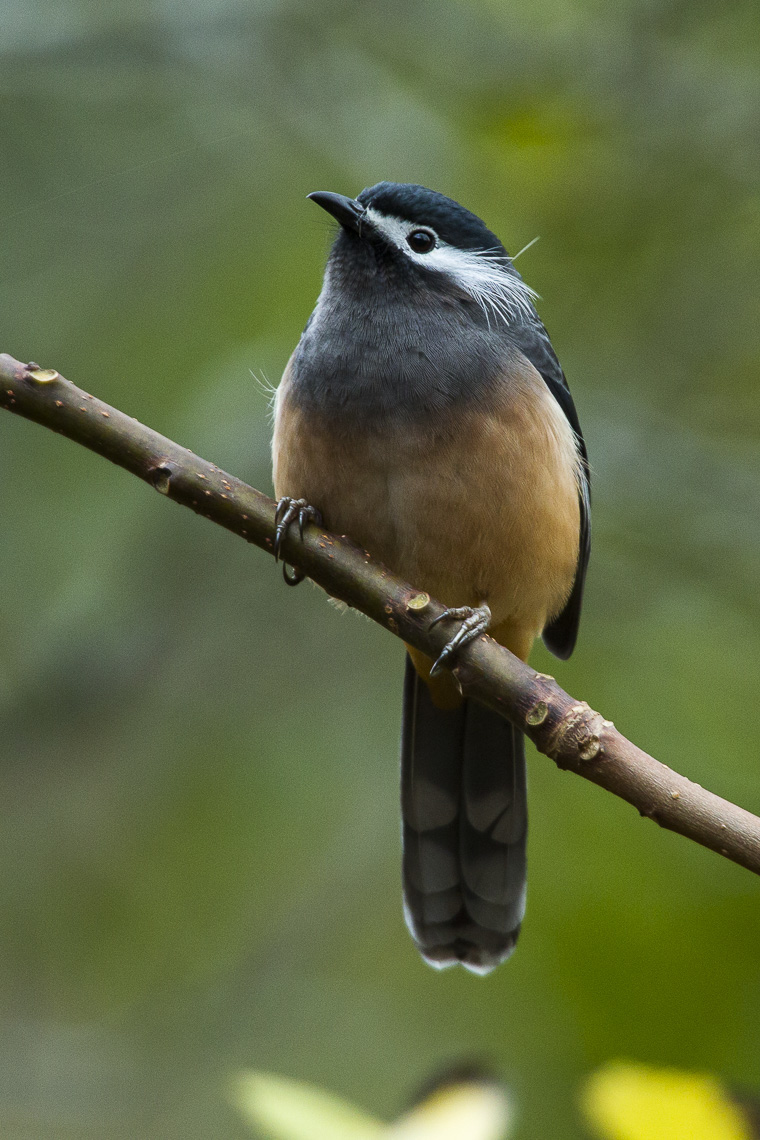

Sången är ljudlig och vacker, återgiven på engelska som "fei fei fei yo" eller "weep-weep-weep-weeeooo". Bland varningslätena hörs avtagande "sirrrrrrr", ofta uppblandat med korta och hårda "sip".

## Utbredning och systematik
Fågeln förekommer i bergsområden på Taiwan, sommartid på 1200–3000 meters höjd, vintertid ner till 700 meter över havet, ibland till och med 200. Den behandlas som monotypisk, det vill säga att den inte delas in i några underarter.

## Levnadssätt
Sommartid hittas arten i bergsbelägna städsegröna och blandade skogar, vintertid även i ren lövskog. Den häckar i april–maj och bygger sitt bo i tätt lövverk högt uppe i ett träd.

### Föda
Taiwansibian är en aktiv men inte skygg fågel. Den är en allätare som plockar insekter från blommor, men tar även nektar, ekollon, bär, frukter och frön. Den kan också ta både ungar och ägg från taiwanyuhina. Arten ses enstaka, i par eller i småflockar, födosökande brett från trädtaket ner till marken, dock oftare högre upp.

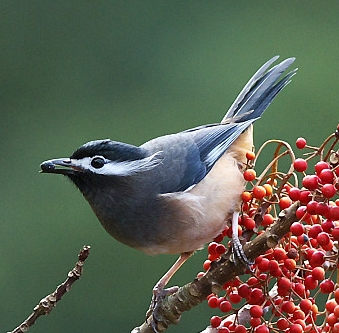

## Status och hot
Arten har ett begränsat utbredningsområde, men beståndet anses vara stabilt. Internationella naturvårdsunionen IUCN listar därför arten som livskraftig (LC).

## Taxonomi och namn
Taiwansibian beskrevs taxonomiskt av Robert Swinhoe 1864. Dess vetenskapliga namn auricularis syftar på örat efter latinets auricula, diminutiv av auris, "öra". På svenska har den även kallats vitörad sibia. Sibia kommer av det nepalesiska namnet Sibya för rostsibian.